# Stollen

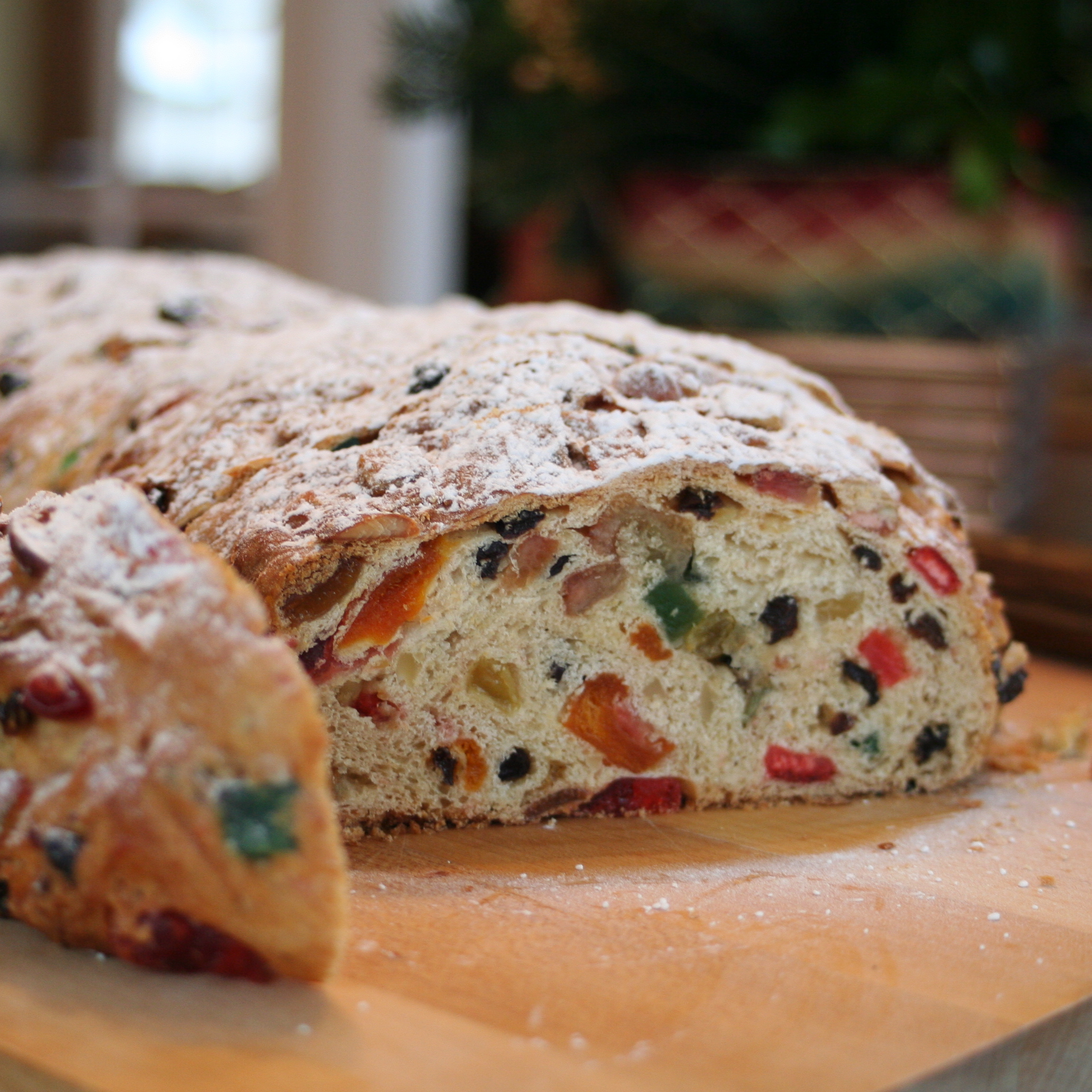
Stollen amb fruits confitats

L'Stollen, anomenat també Christstollen (en referència a Crist) o Weihnachtsstollen (en referència a Weihnachten, Nadal en alemany) és un pastís tradicional alemany d'origen molt antic. Es tracta d'un pa dolç omplert amb fruita seca i/o confitada, i a vegades també de massapà. Es consumeix durant el període d'Advent i el dia de Nadal a Alemanya. Tot i que avui en dia es pot consumir durant tot l'any.
La primera referència als stollen dataria del 1330, però la tradició el remuntaria més enrere. Nombroses són les ciutats alemanyes reivindiquen la paternitat de l'stollen, i algunes han fins i tot porten una versió amb el seu nom, per exemple Dresdner Stollen (Dresden), Kölner Christstollen (Colònia).

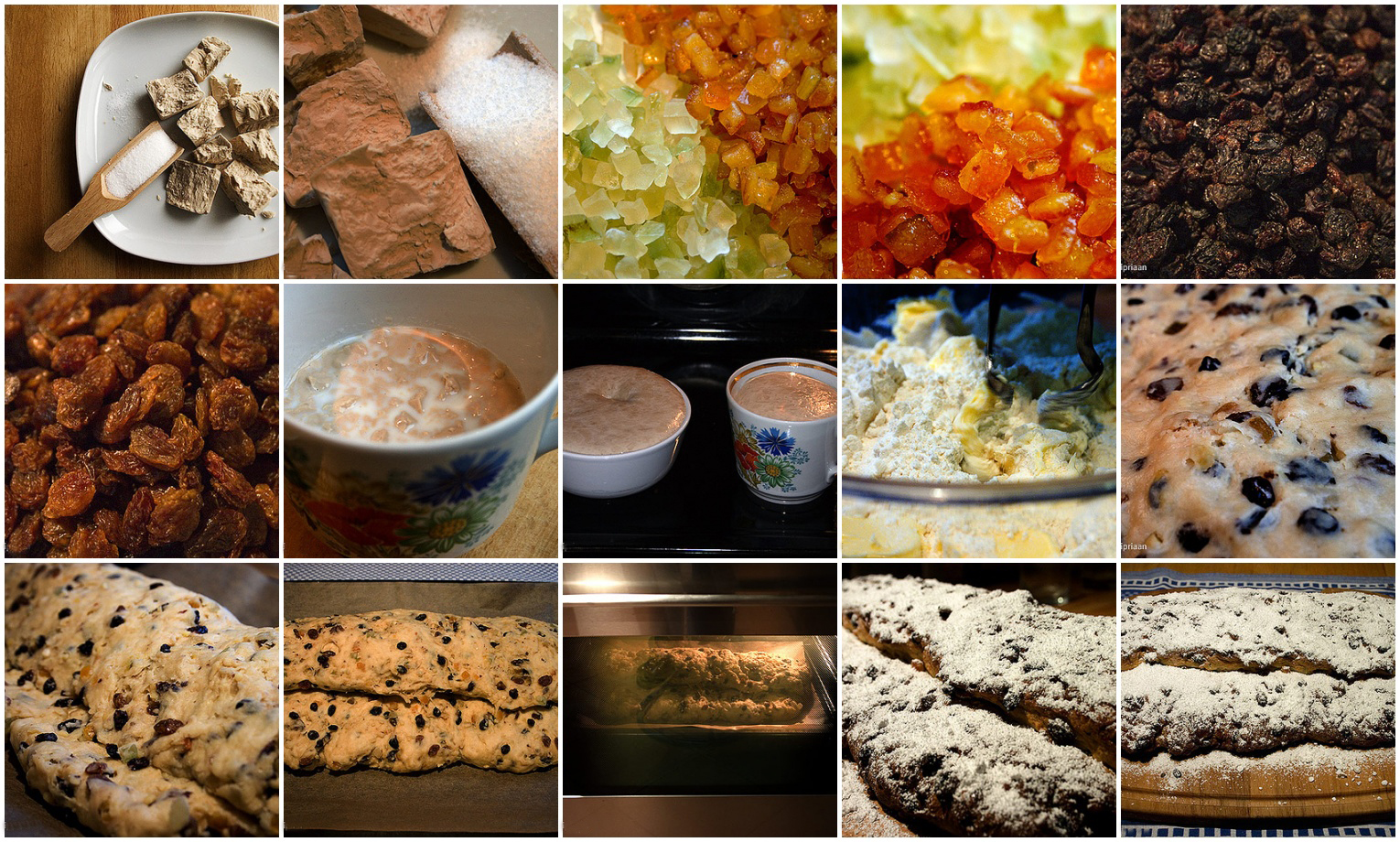
Passos de la preparació d'un stollen

Si bé la recepta original no contenia més que farina, aigua, llevat i oli, amb el temps ha anat evolucionant incloent-hi altres ingredients. Avui en dia trobem una gran varietat de condiments i de fruits: llimones i taronges confitades, panses macerades amb rom, ametlles, nou moscada, canella i vainilla.
S'acompanya amb el cafè, el te o la xocolata del berenar, també després del sopar o a l'esmorzar. Es conserva durant diverses setmanes a l'abric de l'aire de la nevera. Cal deixar-lo a l'aire fora abans degustar-lo, amb la finalitat que estigui a la temperatura ambient.